# Schagen
Schagen  est une ville et une commune néerlandaise dans la province de Hollande-Septentrionale, dans la région de Frise-Occidentale.
La commune est constituée des villes ou villages de Schagen, Keinse, Tjallewal, Tolke, 't Wad, Grotewal, Lagedijk et Nes.
L'écrivain néerlandais Leonard Roggeveen (° 1898, † 1959) est natif de Schagen.

## Seigneurs de Schagen
- 1427-1465 : Willem de Bavière-Schagen
- 1465-1480 : Albrecht I de Bavière de Schagen
- 1480-1535 : Josina de Bavière de Schagen
- 1535-1542 : Jan II de Bavière de Schagen
- 1542-1548 : Willem II de Bavière de Schagen
- 1550-1618 : Jan III de Bavière de Schagen
- 1618-1638 : Albrecht II de Bavière de Schagen
- 1639-1658 : Willem III de Bavière de Schagen
- 1658-1676 : George van Cats
- 1676-1699 : Floris Carel de Bavière de Schagen
- 1700-1706 : Diederik Thomas de Bavière de Schagen
- 1707-1734 : Marie-Isabelle de Bavière de Schagen
- 1734-1762 : Florent Henri Emile d'Oultremont de Warfusée
- 1763-1782 : Louis Aftien Emile d'Oultremont et Warfusé, comte d'Oultremont et Warfusée
- 1784 : Théodore Henri Antoine d'Oultremont et Warfusé

## Lien externe

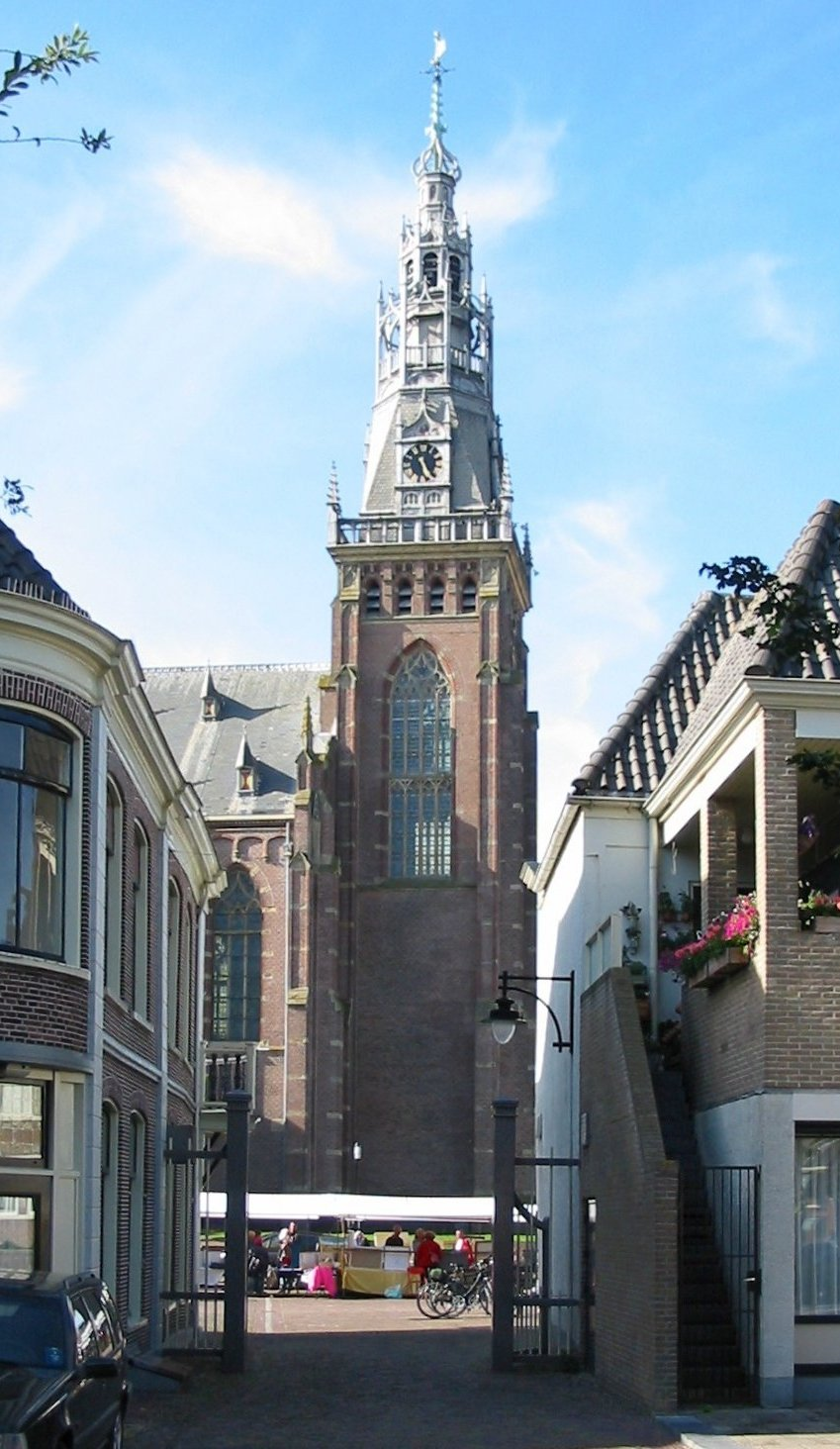
L'église de Schagen

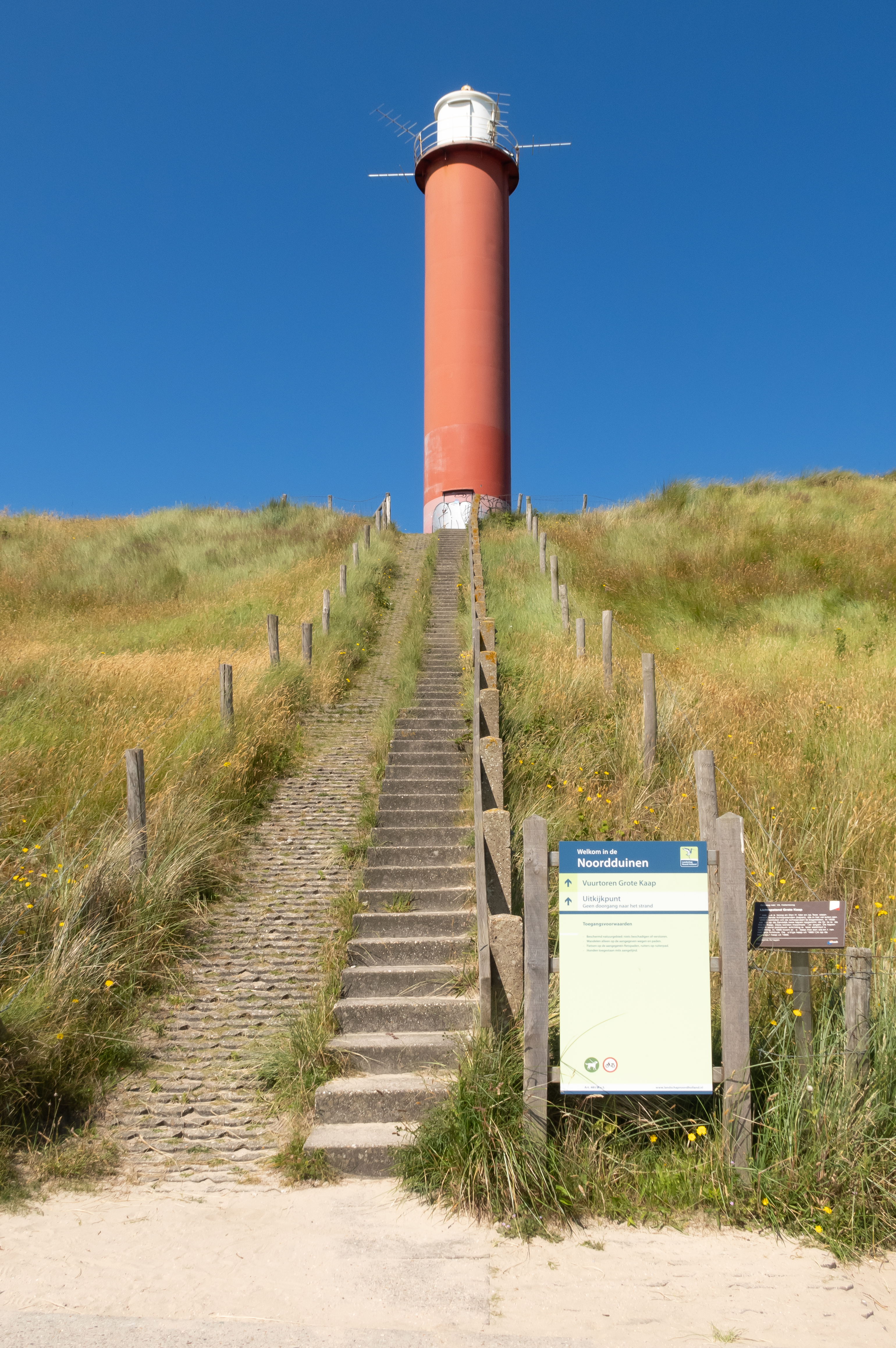
Groote Keeten, phare (vuurtoren Grote Kaap)